# Drosophila secunda
Drosophila secunda är en tvåvingeart som beskrevs av Maca 1992. Drosophila secunda ingår i släktet Drosophila och familjen daggflugor.
Artens utbredningsområde är Uzbekistan.